# Heerlijkheid Sax-Forstegg

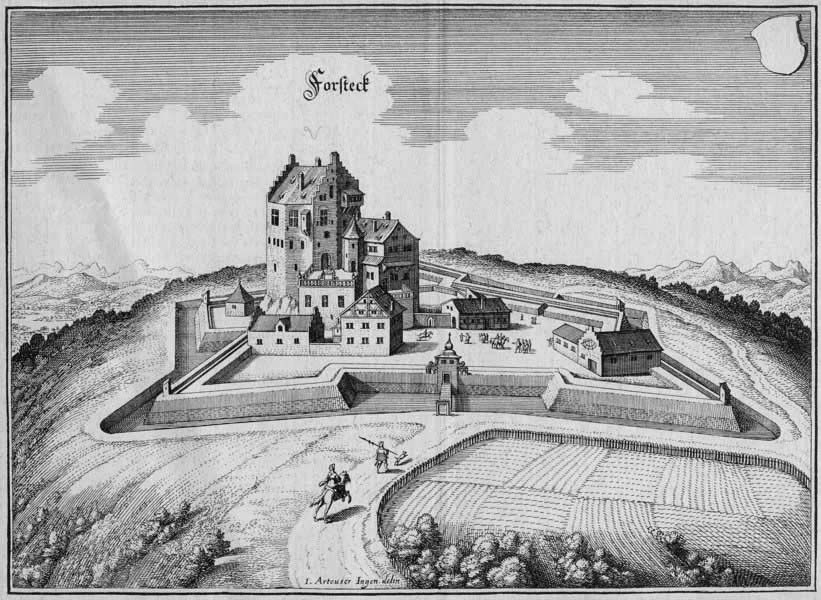
Het slot Forstegg in 1630

De Heerlijkheid Sax-Forstegg was een heerlijkheid in het Heilige Roomse Rijk gelegen in de Rijnvallei in het huidige kanton St. Gallen in Zwitserland. De naam van de heerlijkheid verwijst naar de heren van Sax en de burcht Forstegg. Zij omvatte de huidige gemeente Sennwald en gebieden rond de rivier Linth in de huidige gemeente Altstätten.
De heerlijkheid Sax-Forstegg ontstond in 1320 na een deling van de heerlijkheid Sax in Sax-Mosach en Hohensax (Sax-Forstegg). Oorspronkelijk hoorden de dorpen Salez en Haag ook bij de heerlijkheid. En tot 1396 behoorde ook Sennwald hierbij. De vorsten van Sax-Forstegg sloten in 1458 een overeenkomst met het Oude Eedgenootschap waardoor ze in 1463 burgers van de stad Sankt Gallen en in 1486 van Zürich werden. Ulrich van Sax, een belangrijke generaal die tijdens de Zwabenoorlog aan de zijde van het Eedgenootschap had gevochten, kreeg in 1490 als dank voor bewezen diensten Frischenberg und Lienz als geschenk. De enige band met Zürich was dat de Reformatie in 1553 uitbrak. In 1615 verwierf de stad Zürich de heerlijkheid die het tot 1798 als voogdij Hohensax in beheer had.
- Historisch woordenboek van Zwitserland: 007647
- Virtual International Authority File: 353146997140418890372